# Stabilimento Alfa Romeo di Arese
Lo stabilimento Alfa Romeo di Arese è stato uno dei siti produttivi dell'Alfa Romeo. Attivo tra il 1963 e il 2005, ha rappresentato il più grande stabilimento della casa automobilistica milanese. L'impianto industriale Alfa Romeo di Arese ricopriva un'area molto ampia che spaziava anche sui comuni di Lainate, Garbagnate Milanese e Rho.
Lo stabilimento era localizzato in una zona strategica, in quanto attorniato da importanti vie di comunicazione come l'Autostrada dei Laghi per l'Aeroporto di Milano-Malpensa, l'autostrada A4 e la Tangenziale Ovest (che collega la A1 e la A7). Una piccola parte dell'ex sito produttivo aresino ospita il Museo storico Alfa Romeo.

## Gli anni sessanta
La costruzione dello stabilimento, fortemente voluto da Giuseppe Luraghi, fu necessaria perché la capacità produttiva dello stabilimento Alfa Romeo del Portello, a Milano, stava giungendo a saturazione. In quegli anni, infatti, la fabbrica milanese si stava progressivamente inserendo nel tessuto urbano della città e registrata una carenza negli spazi produttivi, la dirigenza dell'Alfa Romeo decise di aprire un nuovo impianto alle porte di Milano che non avesse i problemi del sito milanese.
La decisione ufficiale di aprire un nuovo stabilimento fu presa il 27 febbraio 1959, quando il consiglio di amministrazione dell'azienda decretò l'acquisto di una vasta area libera a pochi chilometri da Milano, tra i comuni di Arese, Garbagnate Milanese, Lainate e Rho. Le fasi costruttive dello stabilimento di Arese si protrassero però più del preventivato, a causa dei problemi insorti negli appalti, facendo slittare l'inaugurazione del complesso industriale al 1963, anche se già dal 1962 poteva considerarsi operativa la sede della filiale destinata allo stoccaggio delle vetture finite.
Comunque, la produzione del modello successore alla Giulietta, la Giulia, destinata in un primo tempo all'assemblaggio nella fabbrica di Arese, fu costruita inizialmente nello stabilimento del Portello fino al 1965, anno in cui si registrerà il suo passaggio ad Arese, oramai a pieno regime, grazie all'avvio da qualche tempo della linea produttiva dedicata alla Giulia GT, a cui si affiancherà nel 1968 la produzione di una vettura di classe superiore, la 1750, che cederà il posto nei primi anni settanta alla sua evoluzione, la 2000.

## Gli anni settanta e ottanta

Scorcio dei reparti produttivi dello stabilimento Alfa Romeo di Arese ai tempi della produzione dell'Alfa Romeo Alfetta

Dalla fine degli anni sessanta, nel nuovo quartier generale di Arese, si trasferirono progressivamente dal Portello tutti gli uffici commerciali e dirigenziali della casa automobilistica Alfa Romeo, rispettivamente nelle strutture del Centro Tecnico e del Centro direzionale; ma sull'onda dei movimenti sbocciati nell'autunno caldo del sessantotto si registrarono nell'impianto industriale aresino delle rivendicazioni sindacali molto aspre, con scioperi e manifestazioni, che ebbero ripercussioni a livello nazionale.
Gli operai dell'Alfa Romeo ottennero svariate conquiste, e la fabbrica milanese si guadagnò l'appellativo di Cattedrale dei Metalmeccanici.
Nonostante la costituzione della nuova realtà societaria imprenditoriale Alfa Sud a Pomigliano d'Arco, lo stabilimento di Arese continuò a vivere in questi anni la sua fase di crescita, arrestatasi in seguito alle due crisi energetiche del 1973 e del 1979, che causarono all'Alfa Romeo, così come ad altre case produttrici di modelli sportivi, un drastico calo nelle vendite, dato l'elevato consumo dei motori benzina.

Scorcio dei reparti produttivi dello stabilimento Alfa Romeo di Arese

Vista aerea dello stabilimento Alfa Romeo di Arese

Tuttavia, nell'anno 1982 si riuscì a realizzare nello stabilimento di Arese un evento significativo, quello del record della sua forza lavoro, con circa 19.000 dipendenti e quattro modelli in produzione: Alfetta, Nuova Giulietta, Alfa 6 ed Alfetta GT-GTV, che non avrebbe avuto lunga durata; infatti, con la vendita dell'Alfa Romeo da parte dell'IRI al Gruppo Fiat (1986) si assistette a una lunga e profonda trasformazione aziendale della società automobilistica lombarda, che comprese il taglio di varie competenze "dirigenziali e commerciali" concentrate negli uffici di Arese, facendo scendere ben presto i dipendenti a 16.000 unità. Ma a un anno dall'acquisto, per la procedura di risanamento aziendale in cassa integrazione guadagni, la forza lavoro dell'impianto fu ulteriormente ridimensionata attorno ai 6.000 operai, concentrando nella fabbrica aresina la produzione dell'ammiraglia 164 (in sostituzione dell'Alfa 6 e della 90) accanto a quella della 75 (erede della Nuova Giulietta) già avviata dal 1985.

## Gli anni novanta e duemila
Nel 1989 la Regione Lombardia e il Giudice Amministrativo accolsero il ricorso presentato da un gruppo di cittadini di Arese, costituitisi in comitato, imponendo la riduzione dell'attività del reparto verniciatura da 800 a 400 vetture al giorno, decretando nel giro di pochi anni una progressiva fase di riduzione dei dipendenti, che culminerà nel 2002, con la vendita dello stabilimento da parte della FIAT agli statunitensi di AIG Lincoln, compagnia nata dalla collaborazione tra la AIG Global Real Estate Investment Corporation (una sussidiaria della AIG) e la Lincoln Property Company; con l'obiettivo di ottimizzare la gestione delle rispettive proprietà immobiliari favorendo al contempo investimenti congiunti nel medesimo ambito industriale.
Dal punto di vista produttivo, nel 1993 terminò ad Arese l'assemblaggio della 75, in contemporanea a una breve fase di produzione (in 669 unità) della sua erede 155, poi trasferita a pochi mesi dal debutto (1992) nello stabilimento Alfa Romeo di Pomigliano d'Arco. Quindi, la FIAT decise di chiudere la fabbrica Autobianchi di Desio, portando ad Arese, ormai impianto dell'Alfa-Lancia Industriale, la linea di montaggio della piccola Autobianchi Y10, in attesa dello sviluppo di nuovi modelli Alfa Romeo.

La pista collaudi dello stabilimento Alfa Romeo di Arese

Successivamente, 1997, ebbe termine la costruzione della 164, il cui gruppo motore V6 venne montato in sede in circa 42 unità al giorno. La decisione ufficiale di non volerla rimpiazzare sulle linee di montaggio aresine con la 166 (quest'ultima fu poi assemblata nello stabilimento Fiat di Rivalta) provocherà la cassa integrazione di buona parte degli operai, che scesero ben presto sotto le 4.000 unità. Intanto si materializzò per Arese la soluzione di portare l'allestimento dei veicoli VAMIA (acronimo di "Veicoli A Minimo Impatto Ambientale"), che prenderà corpo nel 1998, con il montaggio di motore elettrico e batterie su alcuni esemplari di Fiat Seicento prodotte nello stabilimento di Tychy in Polonia. Ciò nonostante, la produzione della Fiat Seicento Elettrica terminerà nel 2001, per via dell'esiguo numero di esemplari venduti dovuto alla scarsa autonomia d'esercizio data dalle batterie.
Le ultime automobili prodotte ad Arese con il marchio Alfa Romeo risalgono al 2000 e sono la GTV e la Spider, il cui assemblaggio è stato poi trasferito presso gli stabilimenti della Pininfarina fino al termine della produzione, 2005. A seguire, sono state allestite nell'impianto aresino le Fiat Multipla ecologiche e, fino al 2005, i motori V6 della stirpe "Busso", ideati dall'omonimo progettista torinese Giuseppe Busso durante gli anni settanta. Dopo la fine dell'attività produttiva, l'ultima divisione aziendale della Casa del Biscione ad essere attiva nel polo industriale di Arese è stato il Centro Stile Alfa Romeo, in seguito trasferito a Torino.

## Gli anni duemiladieci e duemilaventi
Con il declino della produzione automobilistica, già a partire dagli anni duemila, una porzione delle aree ad uso industriale vennero rioccupate da nuove aziende, riassorbendo in parte alcuni dipendenti ex Alfa Romeo, in base a un piano protocollato tra la FIAT, la nuova proprietà, Regione Lombardia e i comuni interessati, denominato Alfa Business Park. Tuttavia, l'idea di dare vita a un grande polo della logistica e della mobilità sostenibile si scontrò ben presto con gli interessi economici di AIG Lincoln, che preferì di fatto cedere una quota consistente dei terreni alla  Finiper di Marco Brunelli e la restante parte ad altre società.

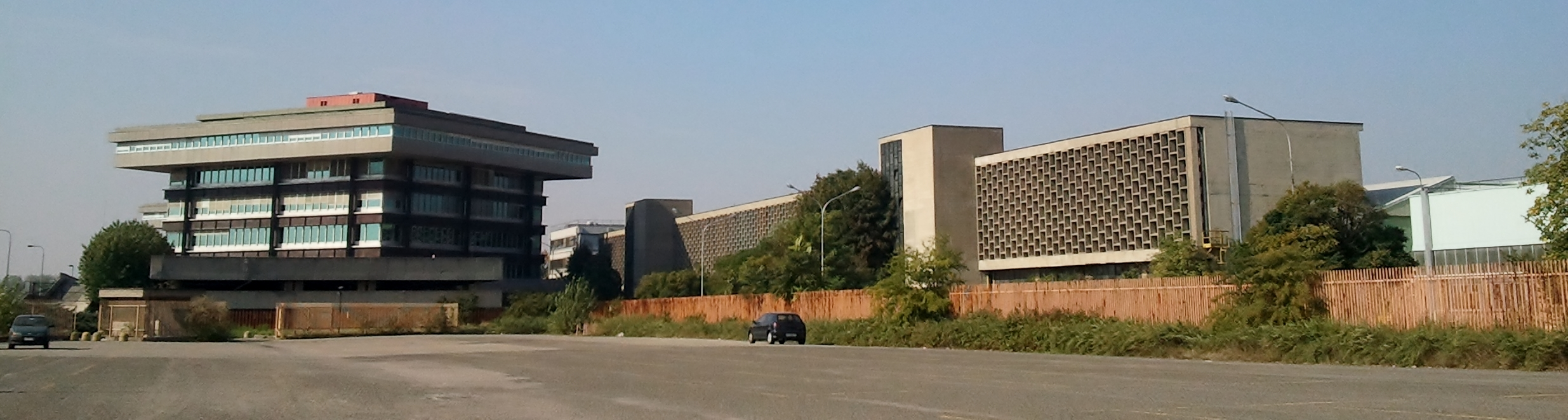
Sullo sfondo il Centro Tecnico di viale Luraghi, sopravvissuto alle demolizioni del 2013 per il particolare pregio architettonico, fino al 2021 sede del Customer Services Center del Gruppo FCA

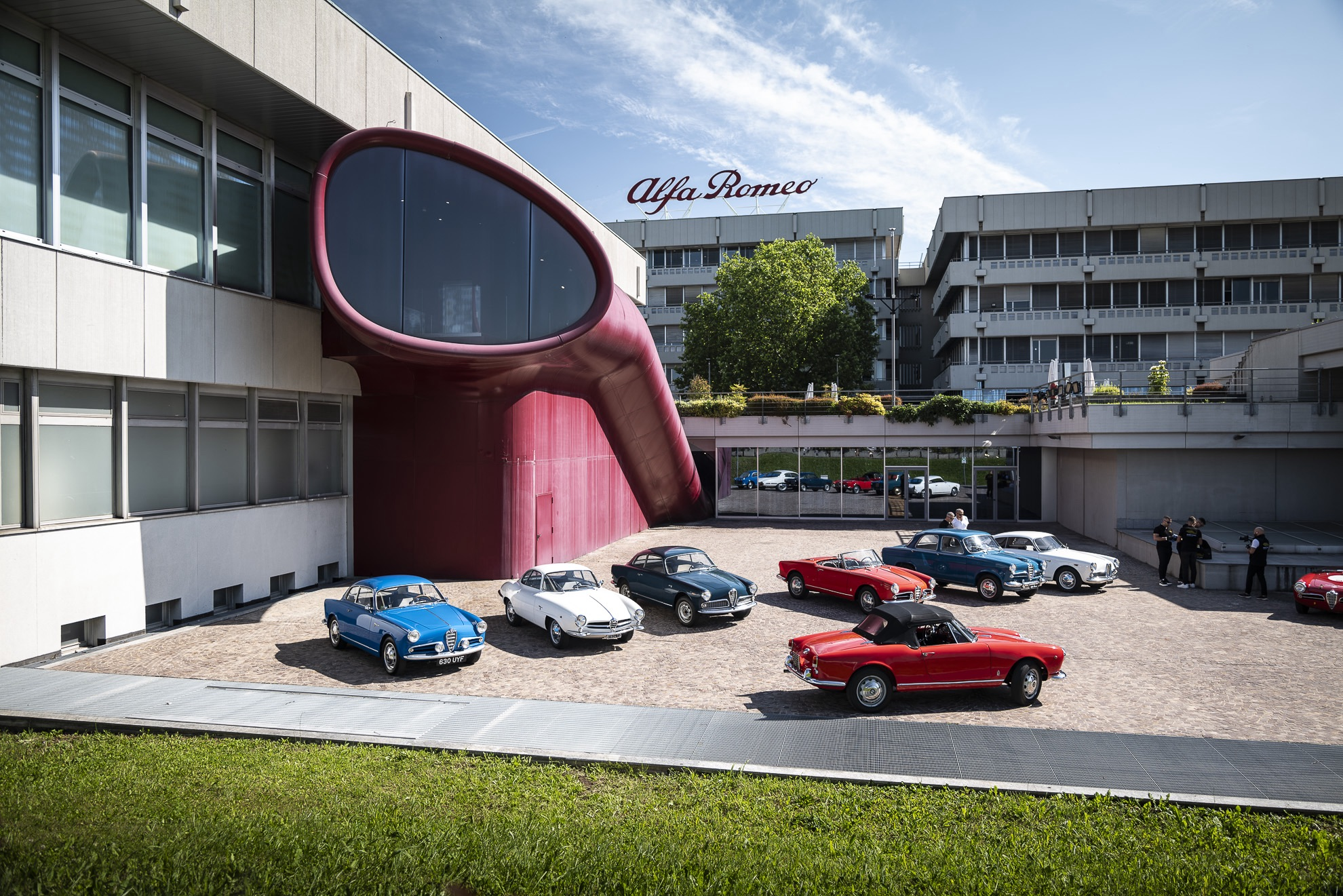
L'ex Centro Direzionale oggi Museo storico Alfa Romeo e Centro Documentazione Storica della casa

Dal 2013 è proseguito un progetto volto al recupero delle aree che un tempo ospitavano il corpo della grande fabbrica, al posto dei capannoni dismessi è sorto il centro commerciale Il Centro (tra le strutture di vendita al dettaglio più grandi d'Europa) e un parcheggio da 10 000 posti per i visitatori del vicino Expo 2015 (chiuso come da programmi alla data di conclusione dell'esposizione universale ma parzialmente rimasto attivo fino al 2024 per i clienti del centro commerciale).
Nel contempo, venne nuovamente riaffermata da più parti l'ipotesi dello sviluppo in loco di un polo destinato ad attrarre piccole e medie imprese (posto ad integrare quelle sorte dagli anni duemila) e finora irrealizzato, oltre al mantenimento in attività della sede operativa del Customer Services Center del Gruppo FCA (con circa 400 dipendenti); accanto al progetto di valorizzazione e riapertura dell'ex pista prove e del Museo storico Alfa Romeo, che si compone ora di un piccolo circuito automobilistico interno, del Centro Documentazione Storica della casa, di uno spazio eventi dotato di sala conferenze.
Nel 2019, in previsione dell'attuazione di ulteriori piani di investimento condivisi con le istituzioni locali, oramai inutilizzati e in completo stato di abbandono da diversi anni vengono abbattuti gli edifici del cosiddetto corpo centrale, un tempo atti ad ospitare uffici e attività di servizio per i dipendenti della casa del Biscione, tra i quali l'Alveare, che era collocato nella parte immediatamente antistante il palazzo del Centro Tecnico. Nel 2021, a seguito della riorganizzazione dei servizi commerciali connessa alla nascita di Stellantis chiude definitivamente anche la sede operativa del Customer Services Center FCA; mentre dal 2023 non risulta più operativa nemmeno l'area commerciale del Motor Village Arese, inaugurato nel 2015 all'interno dell'ex Centro direzionale, come spazio espositivo, officina meccanica e concessionaria per i marchi Jeep, Fiat, Lancia, Abarth e Alfa Romeo.
Nel 2025 vengono confermati ulteriori investimenti in ambito commerciale, oltre alla creazione di una grande foresta urbana al posto dell'ex parcheggio Expo; resta da capire se in futuro verrà considerata l'ipotesi dell'insediamento in loco di nuove attività legate al settore automotive.

## Elenco delle automobili prodotte
| Foto | Marca       | Modello                 | Inizio produzione | Fine produzione | Note |
| ---- | ----------- | ----------------------- | ----------------- | --------------- | --- |
|      | Alfa Romeo  | Giulia GT               | 1963              | 1975            | |
|      | Alfa Romeo  | Giulia                  | 1965              | 1977            | |
|      | Alfa Romeo  | 1750                    | 1968              | 1971            | |
|      | Alfa Romeo  | 2000                    | 1971              | 1977            | |
|      | Alfa Romeo  | Alfetta                 | 1972              | 1984            | |
|      | Alfa Romeo  | Alfetta GT              | 1974              | 1987            | |
|      | Alfa Romeo  | Nuova Giulietta         | 1977              | 1985            | |
|      | Alfa Romeo  | Alfa 6                  | 1979              | 1987            | |
|      | Alfa Romeo  | 90                      | 1984              | 1987            | |
|      | Alfa Romeo  | 75                      | 1985              | 1993            | |
|      | Alfa Romeo  | 164                     | 1987              | 1997            | |
|      | Alfa Romeo  | 155                     | 1992              | 1992            | La produzione è stata trasferita pochi mesi dopo il debutto (ad Arese furono prodotti solo 669 unità) nello stabilimento Alfa Romeo di Pomigliano d'Arco (NA) |
|      | Autobianchi | Y10                     | 1992              | 1995            | |
|      | Alfa Romeo  | GTV                     | 1994              | 2000            | Nel 2000 la produzione è stata trasferita presso gli stabilimenti Pininfarina di San Giorgio Canavese (TO)                                                    |
|      | Alfa Romeo  | Spider                  | 1994              | 2000            | Nel 2000 la produzione è stata trasferita presso gli stabilimenti Pininfarina di San Giorgio Canavese (TO)                                                    |
|      | FIAT        | 600 Elettrica (VAMIA)   | 1998              | 2001            | Allestimento motore elettrico e batterie su vetture provenienti dallo stabilimento Fiat di Tychy (Polonia)                                                    |
|      | FIAT        | Multipla Metano (VAMIA) | 2000              | 2002            | Installazione impianti a gas su vetture provenienti dallo stabilimento Fiat di Mirafiori (Torino)                                                             |

## Trasporti

### Autostrade
- Milano-Varese autostrada dei Laghi - Inaugurata nel 1924 presenta uno svincolo nei pressi dell'ex stabilimento denominato Lainate-Arese.

### Ferrovie
Dopo l'apertura dello stabilimento venne creata una linea di raccordo, con ingresso nella zona est dell'impianto, che partiva dalla stazione di Garbagnate Milanese. Il raccordo continuò il suo esercizio fino alla fine degli anni ottanta quando cadde in disuso; era gestito dalla società ferroviaria Ferrovie Nord Milano (FNM).